# Príles
Príles je místní část obce Trenčianska Teplá.

## Historie
První zmínka pochází z roku 1351 a zmiňuje se v ní Petr zvaný Zeuke. Právě on byl pravděpodobným zakladatelem šlechtické rodiny Príleských.
Prílesští vlastnili tuto osadu až do první poloviny 19. století, kdy zde postavili kaštel. Mezi další vlastníky patřily také rodiny Hudcovičů, Mariašoviců a Skrbenští z Hříště. Významným členem této rodiny byl baron Filip Skrbenský, který byl královským komorníkem a členem řádu Maltézských rytířů. V roce 1913 byl Príles přičleněn k Trenčianské Teplé.